# Paterna de Rivera
Paterna de Rivera es un municipio español de la provincia de Cádiz, Andalucía. Está situado en la comarca de La Janda, y forma parte de la Ruta del Toro. Es una localidad eminentemente agrícola y ganadera, popular por ser uno de los lugares donde se cría el toro de lidia. Una teoría dice que es el pueblo que ha dado origen al palo flamenco llamado petenera.

## Geografía
En 2022 contaba con 5451 habitantes. Su extensión superficial es de 13,79 km² y tiene una densidad de 398,14 hab/km². Se encuentra situada a una altitud de 127 metros y a 45 kilómetros de la capital de provincia, Cádiz. Se encuentra próximo a Alcalá de los Gazules, Medina Sidonia y Jerez de la Frontera.

## Historia
A pesar de que en el municipio se han hallado restos que datan del Neolítico y que las visitas de la sociedad romana a unos baños en el término están contrastadas, la fundación de la población se produjo en 1503.
Los orígenes de esta población vienen marcados por los beneficios que han proporcionado las aguas medicinales de su entorno. Desde el Neolítico, la zona fue poblada por diferentes pueblos que se suceden en la historia gaditana. En la época romana, la abundancia de restos como mosaicos, tumbas y, sobre todo, monedas de Gades, nos habla de la asistencia de familias gaditanas a los baños de Gigonza, próximos a Paterna de Rivera, lugar famoso por sus baños de aguas medicinales  
Tras estos, bizantinos y visigodos también visitaron Paterna de Rivera. Los musulmanes, tras su desembarco en la península, también aprovecharon los baños de la Fuente Santa y Gigonza, además de la fertilidad de las tierras, bautizando el lugar como Valle de los Baños. 
A partir de la conquista cristiana, la dehesa de Paterna de Rivera pasa a ser propiedad de los Enrique de Ribera, señores de alcala de los gazules y su término, cuyos descendientes, desde D. Per Afán de Ribera en 1444, van desarrollando su caserío. La fundación definitiva de la villa de Paterna de Rivera se producirá en 1503, por D. Francisco Enrique de Ribera, quien erige su Consejo-Ayuntamiento. 
En el siglo XIX tienen lugar varios acontecimientos bastante significativos. Por una parte, comienzan a llegar los visitantes al reclamo de la benignidad de las aguas de Gigonza y de la Fuente Santa durante la temporada de baños, de junio a septiembre, con lo que se mejora el nivel de vida de los paterneros rivereños . Por otra parte, se produce el establecimiento en septiembre de la feria de ganado, que añade prestigio a la producción ganadera de la zona. Y, finalmente, se cumple una antigua aspiración de los vecinos de Paterna de Rivera, la emancipación total del Ayuntamiento de alcala de los gazules en 1825.

## Demografía
Paterna de Rivera cuenta con una población de 5505 habitantes (INE 2024).
| Gráfica de evolución demográfica de Paterna de Rivera entre 1842 y 2021 |
| |
| Población de derecho según los censos de población del INE Población de hecho según los censos de población del INEEn este censo se denominaba Paterna de la Ribera: 1860. |

## Economía
Su principal actividad es la ganadería, por la que disfruta de un considerable prestigio en la zona, destacando el vacuno y caballar, sobre todo en las razas palurdo-retinta en lo que se refiere a vacuno bravo (la población se encuentra en la Ruta del Toro), e hispano-árabe en lo que se refiere al caballar.

### Evolución de la deuda viva municipal
| Gráfica de evolución de Deuda viva del Ayuntamiento de Paterna de Rivera entre 2008 y 2019                                |
| |
| Deuda viva del Ayuntamiento de Paterna de Rivera en miles de Euros según datos del Ministerio de Hacienda y Ad. Públicas. |

## Patrimonio

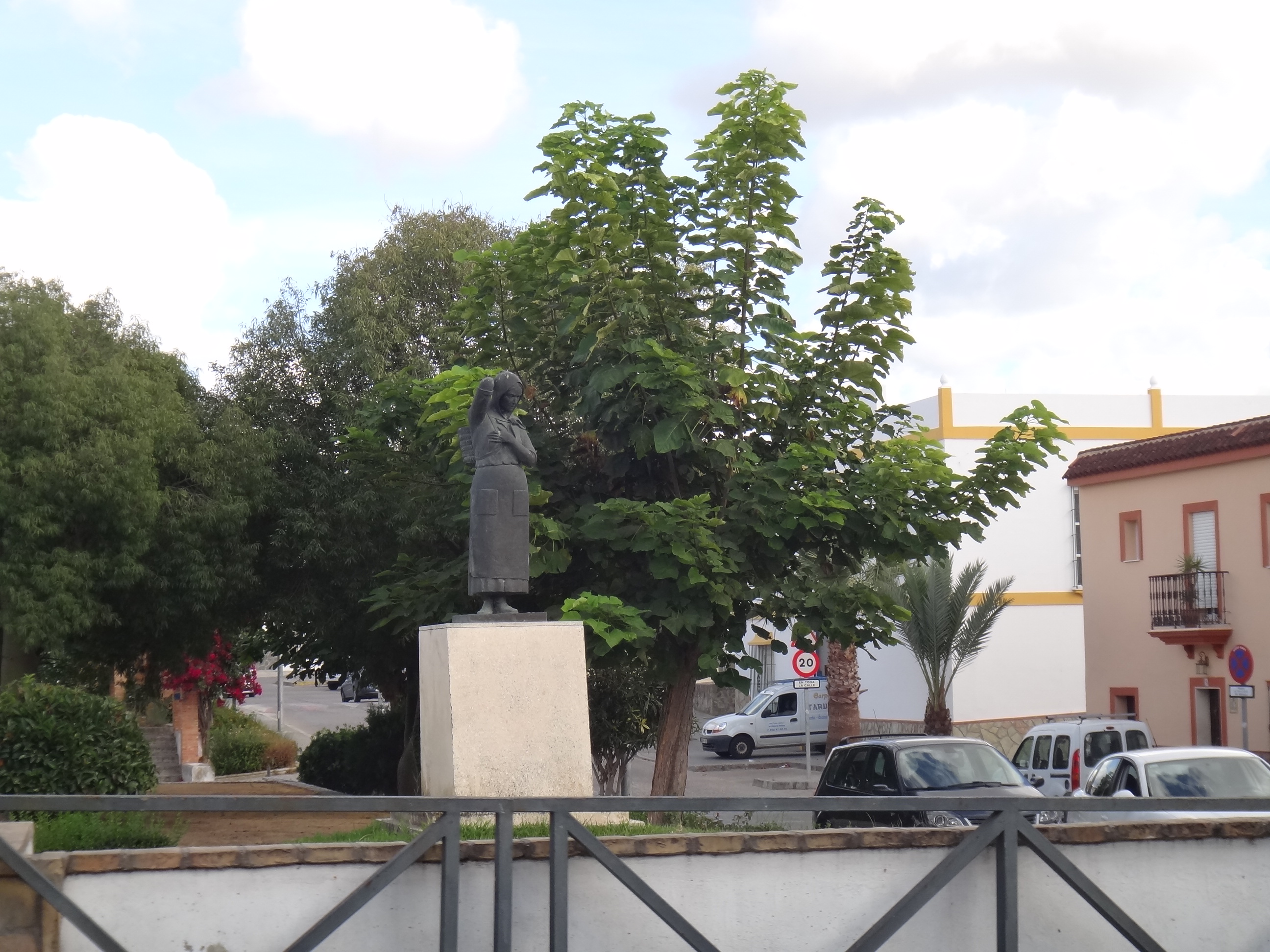

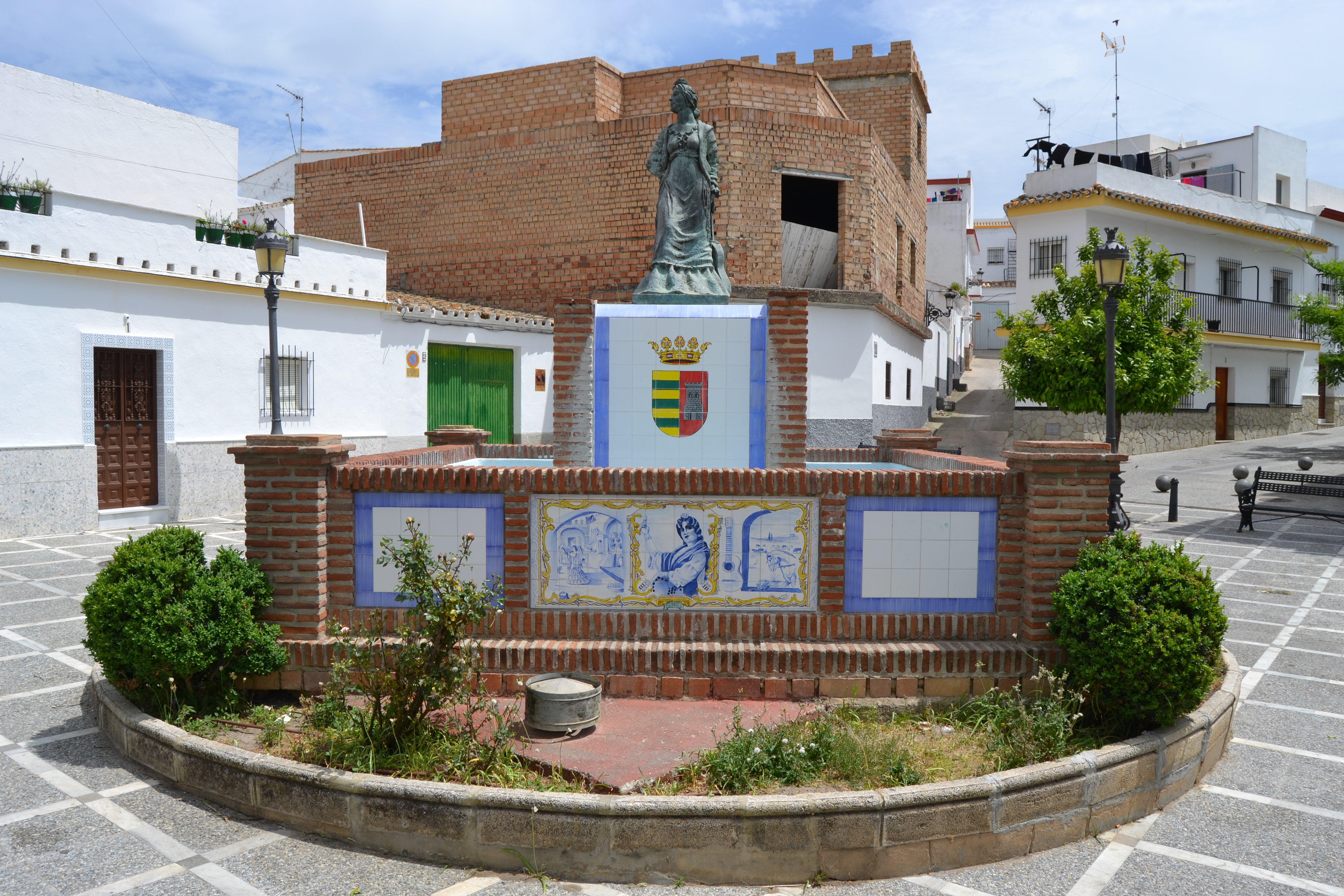
Monumento a La Petenera

- Iglesia parroquial de Nuestra Señora de la Inhiesta, del siglo XV.
- Monumento a la Petenera.
- Torre de los Cuatro Vientos.
- Aguas Sulfurosas.

## Fiestas
- Carnaval. Carrusel de carnaval de Paterna

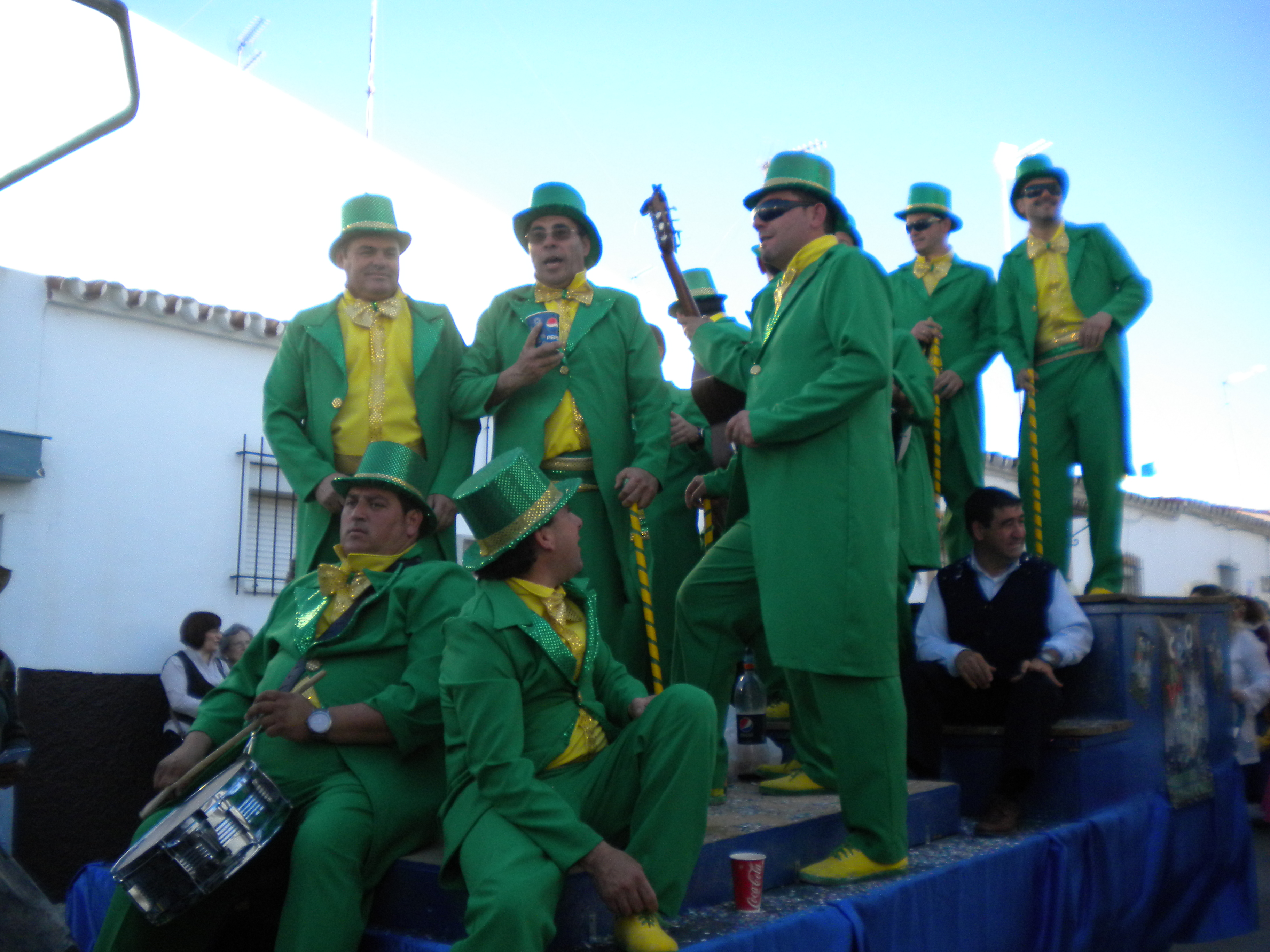
Carrusel de carnaval de Paterna

- Semana Santa, con la procesión de la Patrona Nuestra Señora de la Soledad Coronada.
- Feria de Primavera, en junio.
- Fiesta de la Juventud, en julio.
- Concurso de Doma Vaquera, en agosto.
- Romería de San Sebastián, en septiembre (en enero en los últimos años).
- Concursos de Villancicos Villa de Paterna, en diciembre.
- Belén viviente, en diciembre.

Concurso Nacional de Cantes por Peteneras, último sábado de julio.

## Gastronomía

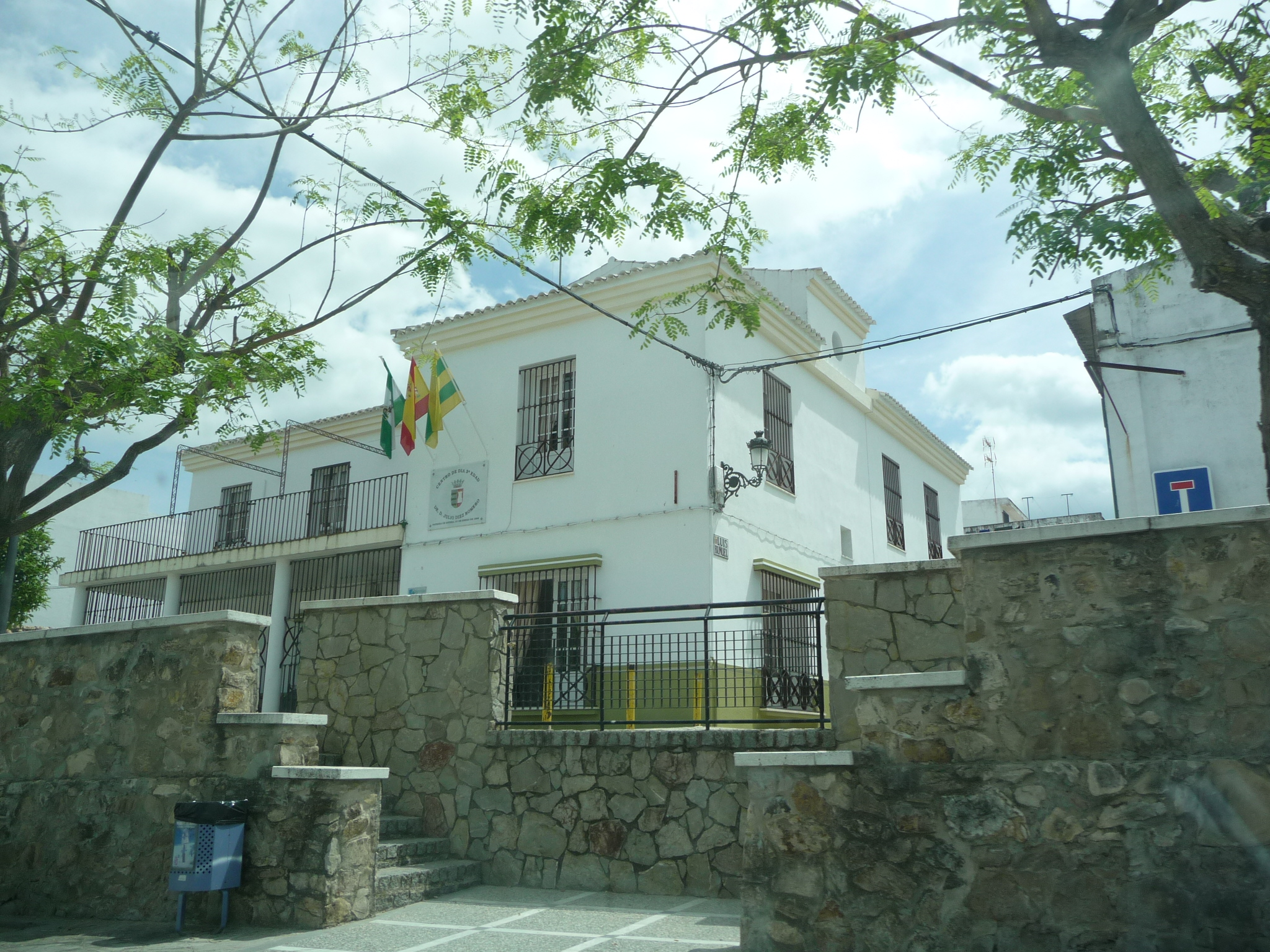
Centro de tercera edad

Destaca la caza menor en la zona (con feria propia). Además:
- Berza.
- Alcauciles con jamón.
- Caracoles con hinojo.
- Caracoles con tomate.
- Roscos de Semana Santa.
- Venado en salsa.
- Conejo
- Chicharrones.[8]

## Personas destacadas
Andrés Clavijo Ortiz, alcalde de Paterna de Rivera desde 2011